# Gideon Welles
Gideon Welles (1. juli 1802 – 11. februar 1878) var De Forenede Staters flådeminister fra 1861 til 1869.  Hans opbygning af United States Navy til at kunne gennemføre en effektiv blokade af Sydstaternes havne var en nøglefaktor i Unionens sejr i den amerikanske borgerkrig. Welles spillede også en vigtig rolle i skabelsen af flådens Medal of Honor.

## Biografi
Welles blev født i Glastenbury i Connecticut. Han fik sin eksamen ved Norwich University. Derefter blev han advokat gennem den da almindelige praksis med at læse loven, men skiftede derefter til journalistik og grundlagde og redigerede Hartford Times i 1826.  Efter at være blevet valgt deltog han i staten Connecticuts lovgivende forsamling som Demokrat. Efter hans tid i den lovgivende forsamling gjorde han tjeneste på forskellige andre poster herunder som statsrevisor i 1835, Postmester i Hartfort 1836-1841  og chef for Kontoret for forsyninger og beklædning i flåden 1846-1849. 
Welles var en Jackson demokrat, som arbejdede meget tæt sammen med Martin Van Buren og John Milton Niles. Hans største konkurrent i Connecticuts Demokratiske  Parti var Isaac Toucey, som Welles senere efterfulgte i Flådeministeriet. Mens Welles pligtskyldigt støttede James K. Polk ved præsidentvalget i 1844 opgav han Demokraterne i 1848 til fordel for Van Buren's "Fri jord" kampagne.  
Fortrinsvis på grund af hans kraftige holdninger mod slaveri skiftede Welles parti i 1854 til det nystiftede Republikanske Parti og grundlagde i 1856 en avis Hartford Evening Press som støttede de Republikanske idealer i årtierne herefter. Welles' kraftige støtte til Abraham Lincoln i 1860 gjorde ham til den logiske kandidat fra New England til Lincoln's kabinet, og i marts 1861 udnævnte Lincoln  Welles til sin flådeminister. 
Welles opdagede at Flådeministeriet var i kaos efterhånden som officerer fra Sydstaterne fratrådte i stort tal. Hans første opgave fra at afsende flådens stærkeste enhed
USS Powhatan til at undsætte Fort Sumter.  Uheldigvis havde Lincoln samtidig beordret Powhatan til både Fort Sumter og Pensacola i Florida, hvilket ødelagde enhver chance, som major Robert Anderson måtte have haft for at modstå angrebet. Adskillige uger senere, da William H. Seward plæderede for en blokade af Sydstaternes havne argumenterede Welles højlydt imod, men blev til sidst underkendt af Lincoln. Trods sine betænkeligheder viste Welles indsats for at genopbygge flåden og gennemføre blokaden sig usædvanlig effektiv. Fra 76 skibe og 7.600 søfolk i 1861 var flåden i 1865 vokset til det 10-dobbelte. Hans gennemførelse af flådens andel af Anaconda-planen svækkede kraftigt Sydstaternes muligheder for at finansiere krigen ved at begrænse handelen med bomuld, og selv om den aldrig fuldstændigt afskar den 5.600 km lange kyst havde det stor betydning for Unionens sejr. Lincoln kaldte Welles for sin Neptun.
Trods sine successer var Welles aldrig afslappet i Lincolns kabinet. Hans anti-britiske holdninger førte til sammenstød med udenrigsministeren William H. Seward, og Welles konservative holdninger førte til diskussioner med Salmon P. Chase og Edwin M. Stanton,
finans- og krigsministeren. Welles forlod til sidst kabinettet i 1869 efter at være vendt tilbage til Demokraterne i 1868 efter uenighed med præsident Andrew Johnson om genforeningspolitikken, men efter at have støttet ham under hans rigsretssag. 

## Senere år
Efter at være gået ud af politik vendte Welles tilbage til at skrive og var forfatter til adskillige bøger inden sin død, herunder Lincoln and Seward i 1874.  Hans dagbog, som blev udgivet i 1911 længe efter hans død, giver et enestående indblik i personlighederne, som koordinerede Nordstaternes indsats i Borgerkrigen og de problemer som de stod overfor. Den første udgave er skæmmet af genskrivninger af Welles selv og efter hans død af hans søn, men udgaven fra 1960 er taget direkte fra hans oprindelige manuskript. Welles døde i 1878 i Hartford, Connecticut. 1911 versionen af hans dagbog kan ses på Google Books:  Vol. I (1861-March 30, 1864), Vol. II (April 1, 1864-Dec. 31, 1866), Vol. III (Jan. 1, 1866-June 6, 1869).
To skibe har fået navnet USS Welles til ære for ham. Gideon Welles School i Glastonbury, Connecticut, er også opkaldt efter ham.
Trods vedvarende rygter derom, var han ikke oldefar til skuespilleren Orson Welles.  Orson Welles’ far var Richard Head Welles, søn af Richard Jones Welles. Gideon Welles havde ingen søn af dette navn.  Hans sønner var Hubert (1833-1862), John Arthur (1845-1883), Thomas G. (1846-1892) og Edgar Thaddeus Welles (1843-1914). De to familier er uden forbindelse. 